# Associação Carlos Barbosa de Futsal
Associação Carlos Barbosa de Futsal – brazylijski klub futsalowy z siedzibą w mieście Carlos Barbosa (w stanie Rio Grande do Sul), obecnie występuje w najwyższej klasie rozgrywkowej Brazylii.

## Sukcesy
- Puchar Interkontynentalny w futsalu (3): 2001, 2004, 2012
- Copa Libertadores de Futsal (6): 2002, 2003, 2010, 2011, 2017, 2018
- Mistrzostwo Brazylii (5): 2001, 2004, 2006, 2009, 2015
- Puchar Brazylii (3): 2001, 2009, 2016
- Campeonato Gaúcho (Série Ouro) (11): 1996, 1997, 1999, 2002, 2004, 2008, 2009, 2010, 2012, 2013, 2015
- Copa Ulbra/Torres (1): 2006